# 中国人民政治协商会议云南省委员会
中国人民政治协商会议云南省委员会，简称云南省政协或政协云南省委员会，是中国人民政治协商会议在云南省的地方组织机构。

## 历史沿革
1950年12月25日至1951年1月2日，云南省第一届各族各界人民代表会议第一次会议在昆明市召开。此次会议代行云南省人民代表大会的职权。会议选举产生云南省各界人民代表会议协商委员会，作为云南省各族各界人民代表会议闭会期间的常设机构。
1955年2月21日至24日，中国人民政治协商会议云南省第一届委员会第一次全体会议在昆明市召开。出席委员155人，列席代表125人。155名委员来自22个界别和单位，其中民主党派和无党派民主人士共计122名，占78.7%，少数民族委员44名，占28.3%，妇女委员4名，占2.5%。会议选举主席、副主席、秘书长和常务委员31人，任期四年。这标志着中国人民政治协商会议云南省委员会（简称云南省政协）的正式成立。
1966年文化大革命开始后，政协工作被迫停止。1977年12月12日至16日，中国人民政治协商会议云南省第四届委员会第一次全体会议在昆明市召开，标志着省政协组织的正式恢复。

## 机构设置
办公厅
- 综合处
- 人事处
- 行政处
- 接待处
- 信访联络处
- 老干部处
- 机关党委办公室
- 民主党派大楼管理处
- 书画室
- 文档处
- 委员工作处
- 保卫处
- 智力支边办公室
- 文史资料编辑室
- 信息中心
- 机关服务中心
- 云南政协报社
- 总值班室

研究室
- 综合处
- 理论处
- 文稿处

专门委员会
政协云南省第十二届委员会设有以下专门委员会：
- 提案委员会
- 经济和农业农村委员会
- 人口资源环境委员会
- 教科卫体委员会
- 社会和法制委员会
- 民族和宗教委员会
- 港澳台侨和外事委员会
- 文化文史和学习委员会
- 委员联络委员会

## 历届领导

### 第一届
- 任期：1955年2月－1959年7月
- 主席：谢富治
- 副主席：于一川（1958年3月辞任）、张冲、白小松、郑敦（1958年3月辞任）、陈方（1958年3月辞任）、苏鸿纲、李琢庵（1958年3月撤职）、谢崇文（1958年3月撤职）、由云龙、寸树声（1956年4月补选）、孙雨亭（1958年3月补选）、王少岩（1958年3月补选）
- 秘书长：李群杰（1958年3月免职）

### 第二届
- 任期：1959年7月－1963年12月
- 主席：刘明辉
- 副主席：孙雨亭、刘林元、寸树声、王少岩、由云龙、张天放、刀京版、吴志渊（1960年6月增选）
- 秘书长：唐登岷

### 第三届
- 任期：1964年1月－1977年12月
- 主席：阎红彦
- 副主席：赵健民、孙雨亭、寸树声、刀京版、吴志渊、赵钟奇、龙泽汇、张子斋、曲仲湘、胡忠华
- 秘书长：周韧

### 第四届
- 任期：1977年12月－1983年4月
- 主席：安平生 → 李启明（1979年12月当选）
- 副主席：吴志渊、孙雨亭、赵健民、吴作民、刘披云、李握如、寸树声、张天放、王少岩、龙泽汇、张子斋、陈方、曲仲湘、李和才、刀栋庭、司拉山、朱家璧（1979年12月增选）、王捷三（1979年12月增选）、谷佑箴（1979年12月增选）、杨明（1979年12月增选）、王启明（1979年12月增选）、项朝宗（1979年12月增选）、张相时（1979年12月增选）、马惠亭（1979年12月增选）、保洪忠（1979年12月增选）、金琼英（1979年12月增选）、吴机樟（1980年6月增选）
- 秘书长：吴志渊（兼） → 何晓光（1979年12月任，1982年8月辞任）

### 第五届
- 任期：1983年4月－1988年4月
- 主席：朱家璧（1985年8月辞任） → 梁家（1985年8月补选）
- 副主席：梁家、王捷三（1985年8月辞任）、龙泽汇、杨克成、曲仲湘、曾育生（1985年8月辞任）、杨明、王启明（1985年8月辞任）、黄平、项朝宗、张相时、马惠亭、保洪忠、金琼英、杨一堂（1985年8月补选，1987年2月辞任）、杨春洲（1985年8月补选）、刀世勋（1985年8月补选）、杨维骏（1985年8月补选）、陈盛年（1987年2月补选）
- 秘书长：杨一堂（1986年11月辞任） → 张平（1987年2月补选） → 李殿彦（1990年2月补选）

### 第六届
- 任期：1988年5月－1993年4月
- 主席：刘树生
- 副主席：梁林、杨克成、曲仲湘、张相时、李瑾、项朝宗、马惠亭、保洪忠、杨春洲、刀世勋、杨维骏、罗运通（1991年3月补选）、刘邦瑞（1992年3月补选）、朱应庚（1992年3月补选）
- 秘书长：张平

### 第七届
- 任期：1993年4月－1998年1月
- 主席：刘树生
- 副主席：赵廷光、刀世勋、李瑾、陈立英、项朝宗、李林阁、李明德、朱应庚、刘邦瑞、卢邦正、王兆民、马开贤、朗大忠（1994年2月增选）、江巴吉才（1996年2月增选）
- 秘书长：李明德（兼） → 韩龙（1996年2月增选）

### 第八届
- 任期：1998年1月－2003年1月
- 主席：令狐安（2001年10月调离） → 杨崇汇
- 副主席：赵淑敏、孟继尧、刀世勋、项朝宗、和占钧、麦赐球、王兆民、马开贤、江巴吉才、张学文、许克敏
- 秘书长：

### 第九届
- 任期：2003年1月－2008年1月
- 主席：杨崇汇[4]
- 副主席：孟继尧、和占钧、马开贤、许克敏、陈勋儒、苏正国、管国忠、曾华、罗黎辉、李先猷
- 秘书长：

### 第十届
- 任期：2008年1月－2013年1月
- 主席：王学仁[5]
- 副主席：管国忠、马开贤、陈勋儒、曾华、罗黎辉、王学智、白成亮、顾伯平、倪慧芳
- 秘书长：

### 第十一届
- 任期：2013年1月－2018年1月
- 主席：罗正富[6]
- 副主席：白成亮、马开贤、曾华、罗黎辉、顾伯平（2014年1月辞任[7]）、倪慧芳、米东生（2016年1月辞任）、王承才、喻顶成、杨嘉武（2015年1月增选[8]）、丁绍祥（2016年1月增选）、李江（2017年1月增选）、黄毅（2017年1月增选[9]）
- 秘书长：车志敏（2016年1月辞任[10]） → 刘建华（2016年1月当选）

### 第十二届
- 任期：2018年1月－2023年1月
- 主席：李江[11]
- 副主席：杨嘉武、黄毅（2022年1月辞任[12]）、高峰、喻顶成、李正阳、陈玉侯、徐彬、何波、董华（2021年1月当选[13]）、童志云（2021年1月当选[13]）、赵金（2022年1月当选[14]）、程连元（2022年1月当选[14]）、李学林（2022年1月当选[14]）
- 秘书长：刘建华（2020年5月辞任） → 张荣明（2020年5月当选）

### 第十三届
- 任期：2023年1月－
- 主席：刘晓凯[15]
- 副主席：赵金、高峰、陈玉侯、和良辉、李玛琳、何波、童志云、李学林、王以志、张宽寿、杨宁（2024年1月当选）
- 秘书长：张荣明